# Квір-теорія
Квір-теорія ― це область критичної теорії,⁣ яка виникла на початку 1990-х років із квір-досліджень та жіночих досліджень. Термін може мати різне значення в залежності від його використання, але в цілому асоціюється з вивченням та теоретизацією гендерних та сексуальних практик, які існують поза гетеросексуальністю і які оскаржують уявлення про те, що гетеросексуальне бажання є «нормальним». Слідом за соціально-конструктивістським розвитком соціології, квір-теоретики часто критикують есенціалістські погляди на сексуальність та гендер. Натомість вони вивчають ці поняття як соціальні та культурні явища, часто шляхом аналізу категорій, бінарності та мов, якими вони виражені.

## Історія
Неофіційне використання терміна «квір-теорія» почалося з Глорії Анзальдуа (Gloria Anzaldúa) та інших учених у 1980-х роках, на них самих вплинули роботи французького постструктуралістського філософа Мішеля Фуко, який розглядав сексуальність як соціально побудовану та відкидав політику ідентичності. Тереза де Лауретіс організувала першу конференцію на тему квір-теорії в 1990 році; на початку 1990-х цей термін почав легітимізуватися в наукових колах. Серед теоретиків ранньої квір-історії є Єва Кософські Седжвік, Майкл Ворнер, Джудіт Батлер, Едрієнн Річ та Девід Гальперін.

## Визначення
На думку Джея Стюарта, «квір-теорія і політика обов'язково відзначають порушення у формі видимої відмінності від норм. Потім ці „норми“ виявляються нормами, а не природою чи неминучістю. У більшій частині ці ґендерні та сексуальні ідентичності демонструються очевидно зухвалими визначеннями та конфігураціями».
У своєму впливовому нарисі Майкл Ворнер стверджував, що квір визначається тим, що він назвав «гетеронормативністю»; ті ідеї, наративи та дискурси, які припускають, що гетеросексуальність є типовим, кращим або нормальним способом сексуальної орієнтації. Ворнер зазначив, що, хоча багато мислителів теоретизували сексуальність з негетеросексуальної точки зору протягом, мабуть, століття, квірність представляла особливий внесок у соціальну теорію саме з цієї причини. Такі різноманітні критики, як Едвард Карпентер, Гай Гокенгем та Джеффрі Вікс, наголошували на «необхідності думати про сексуальність як про поле сили, як історичний спосіб особистості та як місце часто критичної утопічної мети». Але тоді як терміни «гомосексуал», «гей» чи «лесбійка», які вони використовували, означали певні ідентичності зі стабільними референтами (тобто до певної культурної форми, історичного контексту чи політичного порядку денного, значення яких можна аналізувати соціологічно), слово «queer» натомість визначається стосовно ряду практик, поведінки та питань, що мають значення лише у спільному протиставленні категоріям, які, як стверджується, є «нормальними». Такий фокус підкреслює заборгованість квір-теорії до концепції нормалізації, виявленої в соціології девіації, особливо завдяки роботі Мішеля Фуко, який вивчав нормалізацію гетеросексуальності у своїй основній праці «Історія сексуальності».
Оскільки це визначення квірності не має фіксованої точки відліку, Джудіт Батлер описала предмет квір-теорії як місце «колективного оскарження». Хоча прихильники стверджують, що гнучкість терміна дозволяє постійно перебудовувати квір-теорію з урахуванням досвіду людей, які стикаються з маргіналізацією та дискримінацією через свою сексуальність та гендер, критики стверджують, що така «безпредметна критика», як це часто буває, ризикує абстрагувати культурні форми від їхньої соціальної структури, політичної організації та історичного контексту, зводячи соціальну теорію до простого «текстового ідеалізму». Проте, квір-теорія є надзвичайно різноманітним та міждисциплінарним підприємством, і воно розгорнуто в ряді контекстів, включаючи теорію літератури, соціологію, історію, філософію, теологію та теорію кіно.
Квір-теорія ― це об'єктив, який використовується для дослідження та випробування того, як вчені, активісти, художні тексти та засоби масової інформації здійснюють гендерні та статеву бінарність, і її метою є скасування ієрархій та боротьба із соціальною нерівністю. Через суперечки щодо визначення квір, зокрема щодо того, чи слід взагалі це слово визначати, чи його слід залишати навмисно відкритим, у теорії квір існує багато розбіжностей і часто суперечностей. Насправді деякі квір-теоретики, такі як Ворнер та Батлер, попереджали, що визначення або осмислення цього поняття як академічної галузі може призвести лише до його неминучого неправильного тлумачення або знищення, оскільки вся його мета полягає в критиці академічних кіл, а не в тому, щоб стати самому формальною академічною сферою.
По суті, квір-теорія не конструює і не захищає якусь конкретну ідентичність, але натомість, ґрунтуючись на постструктуралізмі та деконструкції, вона працює, щоб активно критикувати гетеронормативність, викриваючи та руйнуючи традиційні припущення, що сексуальна та гендерна ідентичність вважається гетеросексуальною чи цисгендерною.